# Clubionoidea
Clubionoidea is een superfamilie van spinnen.